# Василитчук, Андрей Николаевич
Андре́й Никола́евич Василитчу́к (укр. Андрій Миколайович Василитчук; 13 июля 1965, Львов, Украинская ССР, СССР) — украинский футболист, защитник.

## Карьера

### Клубная
Воспитанник львовского СКА, первый тренер — Игорь Польный. В 1989—1990 годах выступал в клубе «Спартак» (Орёл). В 1991-92 играл за «Галичину» из Дрогобыча, затем два года — в тернопольской «Ниве». В 1996 году, после сезона в львовских «Карпатах» уехал играть в Россию. С 1997 года — в польском клубе 2-й лиги «Хетман» (Замосць). В 2000 году покинул команду и завершил карьеру игрока.

### В сборной
За сборную Украины сыграл 4 игры.
Дебютировал 16 октября 1993 года в товарищеском матче со сборной США (1:2).
Свой последний матч за сборную провёл 25 мая 1994 года против сборной Беларуси (3:1). На 18-й минуте матча получил жёлтую карточку. В перерыве матча был заменен Юрием Саком.
| Матчи в составе сборной Украины по футболу | Матчи в составе сборной Украины по футболу | Матчи в составе сборной Украины по футболу | Матчи в составе сборной Украины по футболу | Матчи в составе сборной Украины по футболу | Матчи в составе сборной Украины по футболу | Матчи в составе сборной Украины по футболу | Матчи в составе сборной Украины по футболу | Матчи в составе сборной Украины по футболу | Матчи в составе сборной Украины по футболу | Матчи в составе сборной Украины по футболу | Матчи в составе сборной Украины по футболу | Матчи в составе сборной Украины по футболу |
| N                                          | №                                          | Дата                                       | Место                                      | Турнир                                     | Соперник                                   | Счёт                                       | Голы                                       | Минуты                                     | Замены                                     | Наказания                                  | Клуб                                       | Примечание                                 |
| ------------------------------------------ | ------------------------------------------ | ------------------------------------------ | ------------------------------------------ | ------------------------------------------ | ------------------------------------------ | ------------------------------------------ | ------------------------------------------ | ------------------------------------------ | ------------------------------------------ | ------------------------------------------ | ------------------------------------------ | ------------------------------------------ |
| 1                                          | 8                                          | 16.10.1993                                 | США, Хай-Пойнт, «Симеон Стэдиум»           | Товарищеский матч                          | США                                        | 2 : 1                                      |                                            | 90                                         |                                            |                                            | «Нива» (Тернополь)                         |                                            |
| 2                                          | 9                                          | 20.10.1993                                 | Мексика, Сан-Диего, «Джек Мерфи»           | Товарищеский матч                          | Мексика                                    | 1 : 2                                      |                                            | 90                                         |                                            |                                            | «Нива» (Тернополь)                         |                                            |
| 3                                          | 10                                         | 23.10.1993                                 | США, Бетлехем, «Гудман Стэдиум»            | Товарищеский матч                          | США                                        | 1 : 0                                      |                                            | 6                                          | 85'                                        |                                            | «Нива» (Тернополь)                         |                                            |
| 4                                          | 12                                         | 25.05.1994                                 | Украина, Киев, «Республиканский»           | Товарищеский матч                          | Беларусь                                   | 3 : 1                                      |                                            | 45                                         | 46'                                        | 18'                                        | «Нива» (Тернополь)                         |                                            |
| Итого:                                     | Итого:                                     | Итого:                                     | 4 игры; +3 =0 −1; голы 7:4 (+3)            | 4 игры; +3 =0 −1; голы 7:4 (+3)            | 4 игры; +3 =0 −1; голы 7:4 (+3)            | 4 игры; +3 =0 −1; голы 7:4 (+3)            |                                            | 231 мин.                                   | 231 мин.                                   |                                            |                                            |                                            |